# Kinga di Polonia
Kinga di Polonia, anche conosciuta come Cunegonda (1224 – 24 luglio 1292), è stata regina di Polonia. Beatificata per equipollenza nel 1690, è stata proclamata santa da papa Giovanni Paolo II nel 1999.
Era figlia del re Béla IV d'Ungheria e di Maria Lascaris di Nicea, nipote di Elisabetta d'Ungheria (sorella del padre) e pronipote di santa Edvige (sorella della nonna paterna). Le sorelle di Kinga erano santa Margherita d'Ungheria e Iolanda di Polonia.

## Biografia
Sposò, sebbene riluttante, Boleslao V il Casto, e divenne regina quando il marito ascese al trono come Re di Polonia. Nonostante il matrimonio, la coppia fece il voto di castità. Durante il suo regno, Kinga si interessò di opere caritatevoli, come la visita dei poveri e l'aiuto ai lebbrosi. Quando il marito morì nel 1279, vendette tutti i suoi possedimenti e diede il ricavato ai poveri. Non volle in alcun modo continuare a governare la Polonia, e pertanto decise di andare a vivere in un monastero di clarisse a Stary Sącz. Trascorse tutto il resto della sua vita in preghiera contemplativa e non permise a nessuno di riferire del suo ruolo come ex regina di Polonia. Morì il 24 luglio 1292.

## Culto
Papa Alessandro VIII beatificò Cunegonda nel 1690. Nel 1695 divenne la patrona principale della Polonia e della Lituania. Il 16 giugno 1999 è stata canonizzata da papa Giovanni Paolo II.

## Ascendenza
|                         |   |                           | Genitori                 |  |  | Nonni |  |  | Bisnonni            |  |  | Trisnonni          |  |
|                         |   |                           |                          |  |  |       |  |  | Béla III d'Ungheria |  |  | Géza II d'Ungheria |  |
|                         |   |                           |                          |  |  |       |  |  | Béla III d'Ungheria |  |  | Géza II d'Ungheria |  |
|                         |   | Efrosin'ja Mstislavna     |                          |  |  |       |  |  | Béla III d'Ungheria |  |  |                    |  |
| Andrea II d'Ungheria    |   |                           |                          |  |  |       |  |  | Béla III d'Ungheria |  |  |                    |  |
|                         |   | Agnese d'Antiochia        | Rinaldo di Châtillon     |  |  |       |  |  |                     |  |  |                    |  |
|                         |   | Agnese d'Antiochia        | Rinaldo di Châtillon     |  |  |       |  |  |                     |  |  |                    |  |
|                         |   | Agnese d'Antiochia        | Costanza d'Antiochia     |  |  |       |  |  |                     |  |  |                    |  |
| Béla IV d'Ungheria      |   | Agnese d'Antiochia        |                          |  |  |       |  |  |                     |  |  |                    |  |
|                         |   | Bertoldo IV d'Andechs     | Bertoldo I d'Istria      |  |  |       |  |  |                     |  |  |                    |  |
|                         |   | Bertoldo IV d'Andechs     | Bertoldo I d'Istria      |  |  |       |  |  |                     |  |  |                    |  |
|                         |   | Bertoldo IV d'Andechs     | Edvige di Wittelsbach    |  |  |       |  |  |                     |  |  |                    |  |
| Gertrude di Merania     |   | Bertoldo IV d'Andechs     |                          |  |  |       |  |  |                     |  |  |                    |  |
|                         |   | Agnese di Rochlitz        | Dedi III di Lusazia      |  |  |       |  |  |                     |  |  |                    |  |
|                         |   | Agnese di Rochlitz        | Dedi III di Lusazia      |  |  |       |  |  |                     |  |  |                    |  |
|                         |   | Agnese di Rochlitz        | Matilde di Heinsberg     |  |  |       |  |  |                     |  |  |                    |  |
| Kinga di Polonia        |   | Agnese di Rochlitz        |                          |  |  |       |  |  |                     |  |  |                    |  |
|                         | … | …                         |                          |  |  |       |  |  |                     |  |  |                    |  |
|                         | … | …                         |                          |  |  |       |  |  |                     |  |  |                    |  |
|                         | … | …                         |                          |  |  |       |  |  |                     |  |  |                    |  |
| Teodoro I Lascaris      | … |                           |                          |  |  |       |  |  |                     |  |  |                    |  |
|                         |   | …                         | …                        |  |  |       |  |  |                     |  |  |                    |  |
|                         |   | …                         | …                        |  |  |       |  |  |                     |  |  |                    |  |
|                         |   | …                         | …                        |  |  |       |  |  |                     |  |  |                    |  |
| Maria Lascaris di Nicea |   | …                         |                          |  |  |       |  |  |                     |  |  |                    |  |
|                         |   | Alessio III Angelo        | Andronico Angelo         |  |  |       |  |  |                     |  |  |                    |  |
|                         |   | Alessio III Angelo        | Andronico Angelo         |  |  |       |  |  |                     |  |  |                    |  |
|                         |   | Alessio III Angelo        | Eufrosina Castamonitissa |  |  |       |  |  |                     |  |  |                    |  |
| Anna Comnena Angelina   |   | Alessio III Angelo        |                          |  |  |       |  |  |                     |  |  |                    |  |
|                         |   | Eufrosina Ducena Camatera | Andronico Camatero       |  |  |       |  |  |                     |  |  |                    |  |
|                         |   | Eufrosina Ducena Camatera | Andronico Camatero       |  |  |       |  |  |                     |  |  |                    |  |
|                         |   | Eufrosina Ducena Camatera | …                        |  |  |       |  |  |                     |  |  |                    |  |
|                         |   | Eufrosina Ducena Camatera |                          |  |  |       |  |  |                     |  |  |                    |  |

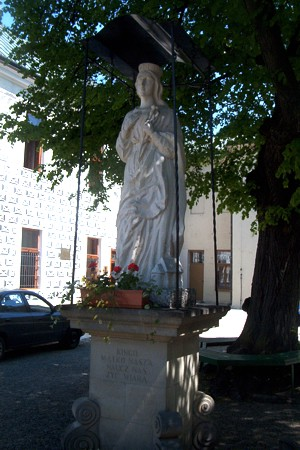
Monumento a Santa Kinga al Monastero di Stary Sącz
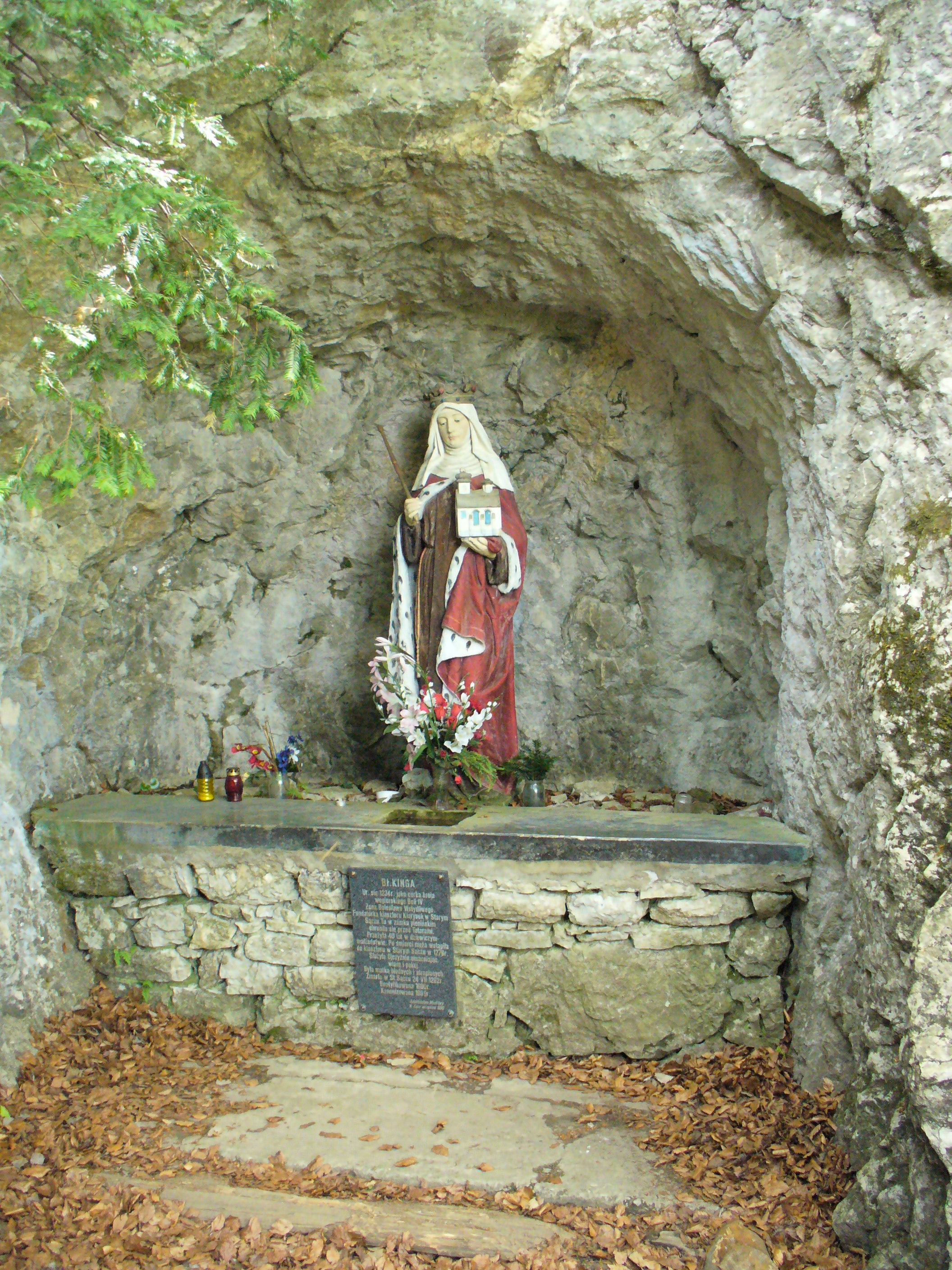
Statua di S. Kinga presso Trzy Korony
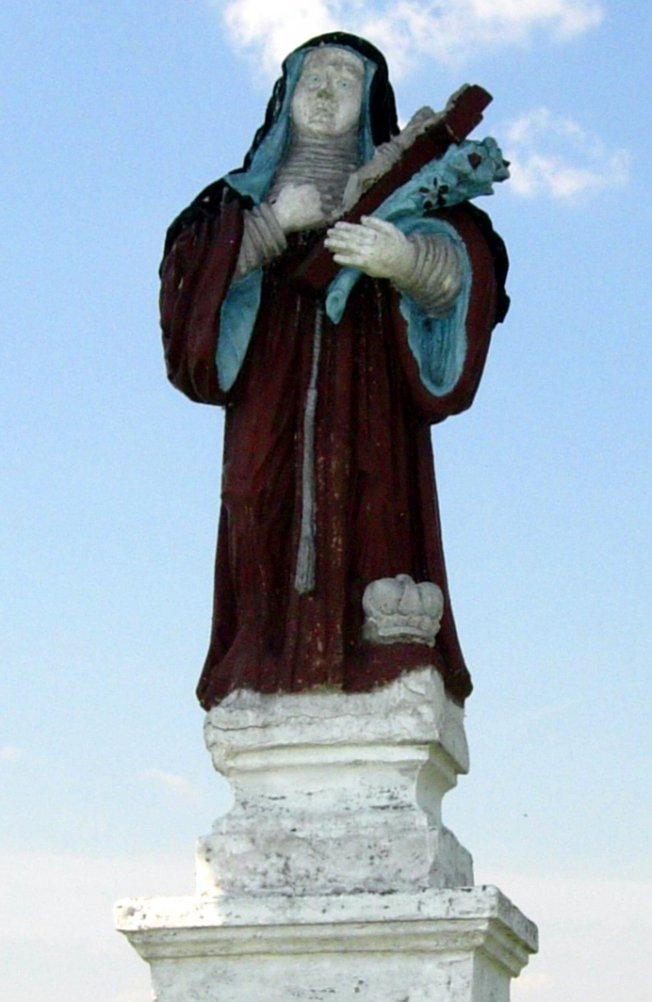
Statua di S.Kinga (1820) a Nowy Korczyn
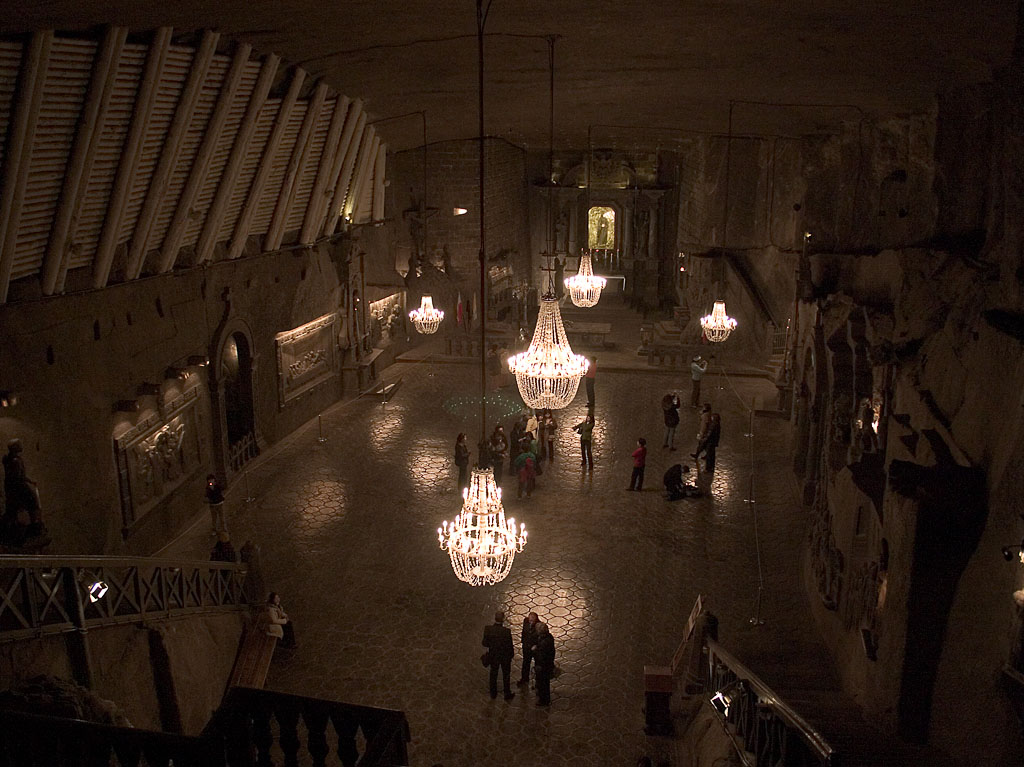
Cappella di Santa Kinga, in profondità nella miniera di sale di Wieliczka